# دنیاگیری کووید-۱۹ در بریتانیا
دنیاگیری کووید-۱۹ در بریتانیا بخشی از دنیاگیری بیماری کروناویروس ۲۰۱۹ در جهان است. اولین مورد تأیید شده در بریتانیا در ۳۱ ژانویه ۲۰۲۰ در شهر یورک اعلام شد.
این کشور چهارمین کشور جهان و اولین کشور اروپا از لحاظ مرگ‌ومیر بر اثر کرونا است.